# Nifelvind
Nifelvind è il sesto album della folk metal band finlandese Finntroll, pubblicato il 17 febbraio 2010 dalla Century Media.

## Tracce
1. Blodmarsch (Intro) - 2:11
2. Solsagan - 4:31
3. Den Frusna Munnen - 4:04
4. Ett Norrskensdåd - 3:34
5. I Trädens Sång - 3:45
6. Tiden Utan Tid - 4:58
7. Galgasång - 3:44
8. Mot Skuggornas Värld - 4:43
9. Under Bergets Rot - 3:27
10. Fornfamnad - 3:42
11. Dråp - 7:00
12. Under Dvärgens Fot - 3:32